# 106817 Yubangtaek
Yubangtaek (asteróide 106817) é um asteróide da cintura principal, a 2,696984 UA. Possui uma excentricidade de 0,1318429 e um período orbital de 1 999,92 dias (5,48 anos).
Yubangtaek tem uma velocidade orbital média de 16,89867737 km/s e uma inclinação de 0,98368º.
Este asteróide foi descoberto em 6 de Dezembro de 2000 por Y.-B. Jeon, Y.-H. Park.